# Созонович, Иван Петрович
Ива́н Петро́вич Созоно́вич (14 декабря 1855 — 28 февраля 1923, Прага) — русский учёный и политик, профессор по кафедре истории западно-европейской литературы в Варшавском университете, организатор варшавского отдела Русского Собрания, член Государственной думы от Могилевской губернии. Секретарь III Думы.

## Биография
Православный, из дворян Могилевской губернии. Сын чиновника. Землевладелец Могилевской губернии (родовое имение жены в 1300 десятин).
Учился в приходском и уездном училищах, затем окончил Могилевскую гимназию и историко-филологический факультет Санкт-Петербургского университета со степенью кандидата (1880). Был оставлен на кафедре для приготовления к профессорскому званию. Исследовал славянскую, византийскую и скандинавскую поэзию.
С 1883 года служил по Министерству народного просвещения. С 1 августа 1886 исполнял должность доцента по кафедре истории русской литературы в Варшавском университете. В январе 1887 получил степень магистра истории русской литературы за диссертацию «Песни о девушке-воине и былины о Ставре Годиновиче» и был утвержден доцентом Варшавского университета. С 1 июля 1887 состоял экстраординарным профессором университета.
В 1898 году получил степень доктора русской словесности за диссертацию «К вопросу о западном влиянии на славянскую и русскую поэзию», удостоившуюся Уваровской премии Императорской академии наук. В том же году был назначен ординарным профессором по кафедре истории западно-европейской литературы Варшавского университета. Также состоял попечителем Варшавского учебного округа. Поддержал группу профессоров Варшавского университета, подписавших «Записку 342-х ученых». В 1905 году был произведен в действительные статские советники.
В феврале 1907 был избран членом II Государственной думы от съезда землевладельцев Могилевской губернии. Входил во фракцию октябристов и группу умеренных.
В октябре 1907 был переизбран в члены III Государственной думы от съезда землевладельцев Могилевской губернии. Входил во фракцию правых. 5 ноября 1907 был избран секретарем Думы, возглавлял думскую Канцелярию до открытия IV Думы в ноябре 1912. В 1908 году стал одним из членов-учредителей Русского окраинного общества, также был членом Русского собрания.
Избирался почетным мировым судьей по Рогачевскому уезду Могилевской губернии (1908—1913) и гласным Могилевского губернского земского собрания.
Выставлял свою кандидатуру на выборах в IV Государственную думу по 1-му разряду избирателей от Санкт-Петербурга, но избран не был. Принимал участие в деятельности Союза русского народа. На 5-м Всероссийском съезде русских людей (16—20 мая 1912) избран в комиссию по организации Общества русского языка имени Ломоносова.
С июля 1912 состоял сверхштатным ординарным профессором по кафедре истории всеобщей литературы Варшавского университета.
После Октябрьской революции эмигрировал в Болгарию. Читал лекции в Софии и Праге. Скончался в 1923 году в Праге.

## Семья
Был женат на Ольге Петровне Рогович (1867—1951), дочери сенатора Петра Ивановича Роговича. Дети:
- Петр (24.05.1889—1920), окончил 1-ю Варшавскую гимназию и Николаевское кавалерийское училище (1910). В Первую мировую войну — поручик лейб-гвардии Конного полка. Окончил Гатчинскую авиационную школу (1916), был командиром 11-го истребительного авиационного отряда[2][3]. Военный летчик. Участник Белого движения на Севере России, куда прибыл из Франции. Состоял в штабе Главнокомандующего войсками Северной области, затем служил во 2-м отдельном и 1-м отдельном артиллерийских дивизионах. Ротмистр. Погиб на Северном фронте 20 февраля 1920 года.
- Мария (5.11.1891—?)
- Александра (04.03.1894—?)
- Елена (08.01.1898—?)

## Награды
- Орден Святого Станислава 3-й ст. (1890)
- Орден Святой Анны 3-й ст. (1895)
- Орден Святого Станислава 2-й ст. (1901)
- Орден Святого Владимира 4-й ст. (1913)
- Медаль «В память царствования императора Александра III» (1896)
- Медаль «В память 300-летия царствования дома Романовых» (1913)